# Super Mario Bros.

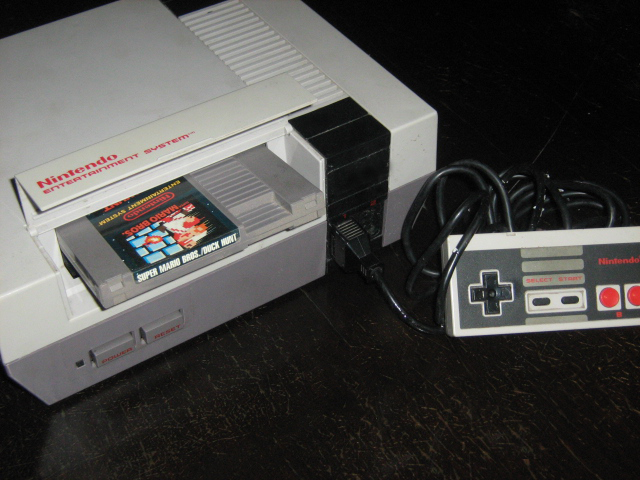
A Nintendo Entertainment System konzol, benne a Super Mario Bros. + Duck Hunt játékkal

A Super Mario Bros. (スーパーマリオブラザーズ; Hepburn: Sūpā Mario Burazāzu, ’Szúpá Mario Burazázu’), röviden csak SMB, egy platformjáték, melyet a Nintendo adott ki 1985-ben, a Nintendo Entertainment System konzolra. A Super Mario Bros. a videójátékok egyik klasszikusának számít, aminek hatása máig is érződik és melynek azóta számos folytatása látott napvilágot.

## Karakterek

### Mario
Mario, az olasz származású brooklyni vízvezeték-szerelő egy csövön keresztül jutott el a varázslatos Csiperke Királyságba (eredetileg Mushroom Kingdom). Mario alacsony, pocakos és bozontos, fekete bajsza van. Kék farmernadrágot, piros pulcsit, illetve sapkát visel. A sapkát fehér alapon piros "M" betű díszíti.

Mario változatok

### Luigi
Mario öccse. Bátyjával szemben magas, sovány, viszont szintén bajuszos. Ruhája zöld-lila, zöld sapkáján pedig (nevéhez illően) egy "L" betű található. Luigi félénk természetű, de magasabbra tud ugrani, mint Mario.

### Princess "Toadstool" Peach
A Gomba Királyság trónörököse, akit a Koopa Király, Bowser elrabol. A fivérekre vár a feladat, hogy megmentsék. Hosszú szőke haja van, rózsaszín ruhát és cipellőt visel, és ő Mario szerelme.
Neve jelentése: Mérges Gomba "Barack" Hercegnő.

### King Koopa (Bowser)
A Koopa Királyság uralkodója, aki le akarja igázni a Csiperke Királyságot. Hatalmas sárkányra emlékeztet, ám téves megállapítás, hogy sárkány. Vörös hajjal és szarvakkal, hátán tüskés páncéllal. Képes tüzet okádni és kalapácsot dobálni.

### Toad
A hercegnő inasa. Alacsony termetű, piros mellényt, fehér nadrágot visel. Feje fehér alapon piros pöttyös.
Neve jelentése: Varangy.

## Játékmenet
A játékos Mario-t (kétjátékos módban a másik játékost, Luigi-t) irányítja, feladata, hogy a közellenségeket kikerülve vagy legyőzve kiszabadítsa a hercegnőt a Koopa Király fogságából.
Nyolc világon kell végigmenni, mindegyik világ négy pályából áll. A pályákat bizonyos időn belül (általában 300 időegység alatt, 1 időegység valamivel rövidebb egy másodpercnél) kell teljesíteni. A negyedik pálya minden esetben egy vár, amelynek az utolsó termében Mario-nak egy függőhídon álló Bowser-hasonmást kell legyőznie. Ezt úgy teheti meg, hogy megszerzi a híd végén levő fejszét, és elvágja vele a híd tartókötelét. Ilyenkor a Bowser-hasonmás egy lávával teli árokba zuhan. Ezután találkozik a várban raboskodó Toaddal, aki közli vele: „Thank you Mario, but our princess is in another castle.” („Köszönöm, Mario, de a hercegnőnk egy másik várban van.”). Az utolsó világ utolsó pályáján természetesen a valódi Bowser és a hercegnő vár Mario-ra.
Mario hatalmas ugrásokra képes, ellenségeit is leggyakoribb esetben úgy tudja legyőzni, hogy rájuk ugrik. Szakadékok vagy a föld fölött, kőkockák találhatóak. Ezek közül némelyiken egy kérdőjel található, ha ezeket a játékos alulról megüti, különféle varázstárgyak eshetnek ki belőle. Emellett a pályákon csövek is találhatók, ha ezekbe a főhős belebújik, titkos termekbe juthat.
Ha Mario-t megsebesíti egy ellenség, belezuhan egy szakadékba vagy letelik az ideje, újra kell kezdenie a pályát. Ezt egészen annyiszor teheti meg, amíg el nem fogy az összes "élete". Ezután újra kell kezdeni az egész világot.
A játék különböző pályatípusai:
- Föld ("overworld") pálya
- Nehezített föld ("athletic") pálya: platformokon kell ugrálni és szállítóplatformokat kell elérni
- Föld alatti ("underground") pálya
- Vízalatti pálya: halakkal és tintahalakkal tarkított pálya
- Repülő halas pálya: a vízalatti pálya után található, halak repülnek Mario-ra

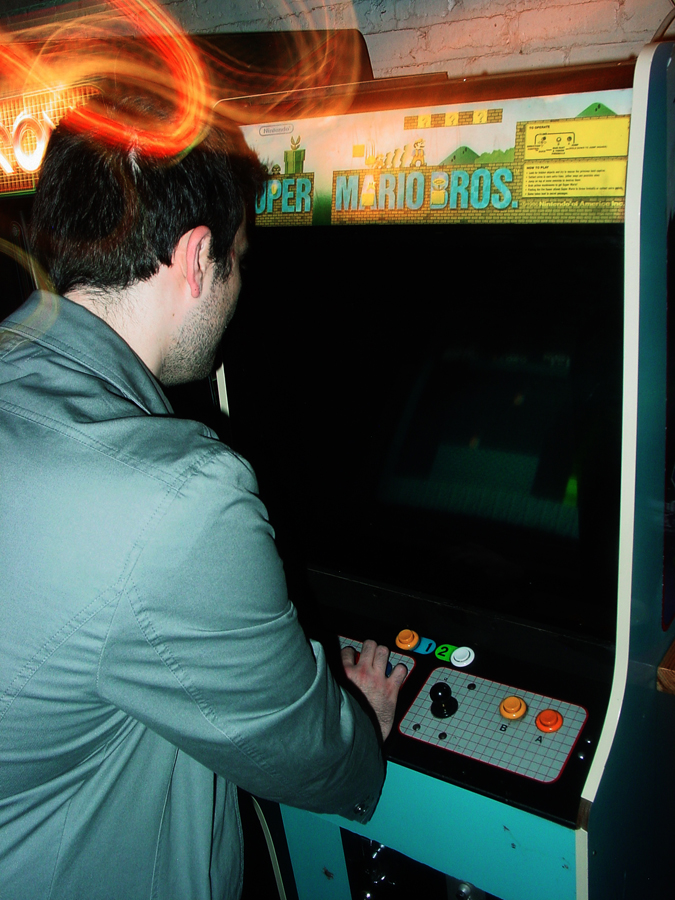
A Super Mario Bros. játék játéktermes verziója

- KastélyA Super Mario Bros. játék játéktermes verziója

## Felszedhető tárgyak
- Coin: Egyszerű aranyérme. Ha Mario százat összegyűjt belőle, kap egy plusz életet.
- Super Mushroom: Piros pettyes gomba. Ha Mario megszerzi, Super Mario-vá alakul, tehát magasabb lesz, nagyobbakat ugrik, szét tudja törni a téglát. Ha megsebesül, visszaváltozik eredeti formájába.
- 1UP Mushroom: Zöld pettyes gomba, mely egy plusz életet ad.
- Fire Flower: Színes virág (vagy tulipánszerű táncoló növény). Mario csak akkor szerezheti meg, ha Super Mario alakjában van. Fire Mario-vá alakul tőle: fehér ruhája lesz, és tűzgolyókat tud dobálni ellenségeire.
- Starman: Sárga csillag. Mario rövid időre sebezhetetlenné válik tőle, ha megérint egy ellenséget, az azonnal meghal.

## Ellenségek
- Goomba: Két lábon járó, szemmel és szájjal rendelkező, barna gombákra (vagy gesztenyékre) emlékeztetnek. Egyszerű ugrással legyőzhetők. Nevük hasonlósága a magyar gomba szóhoz valószínűleg véletlen egybeesés.
- Koopa Troopa: Teknős szerű lények. Ha Mario ráugrik a hátukra, behúzódnak a páncéljukba, amikbe ezután bele lehet rúgni. A pályán végigguruló páncél mindent letarol. Ha a páncél nekiütközik valaminek és visszapattan, Mario-t is megsebezheti. A tűzgolyók megölik őket. A Koopa Troopa-nak két típusa létezik: a piros páncélúak visszafordulnak, ha szakadék szélére érnek, míg a zöldek egyszerűen belesétálnak. Léteznek szárnyas Koopa Troopa-k is, nevük Koopa ParaTroopa.
- Koopa ParaTroopa: Teknős szerű lények. mivel van szárnyuk, ezért repülni is tudnak, amúgy ezen kívül semmi mást nem tudnak, csak azt amit Koopa Troopa. Van piros és zöld is. A zöld ugrál, a piros fel-le repül. Ha Mario rájuk ugrik, elvesztik a szárnyukat.
- Buzzy Beetle: Fekete bogárszerű lény, tulajdonságaiban a Koopa Troopa-ra hasonlít, azzal a különbséggel, hogy a tűzgolyó nem sebzi. Föld alatti pályákon gyakrabban fordul elő.
- Hammer Bro.: Általában párban található Koopa katonák. Legtöbbször lebegő kockákon állnak, és folyamatosan kalapácsokat dobálnak a játékos felé. Legyőzhetők tűzgolyóval, vagy az alattuk levő kőkocka kiütésével.
- Piranha Plant: Húsevő növény, amely csövekből bújik ki. Tűzgolyóval elpusztítható. Ha a csőre ráugrik a játékos, a növény beszorul és amíg nem távozik Mario, benn is marad.
- Cheep-Cheep: Halszerű ellenség, amely képes a vízből kiugrani, és rövid távolságokat repülni. Piros és zöld színű változatban fordul elő.
- Blooper: Tintahal-szerű lény, amely a víz alatti pályákon követni kezdi, majd rátámad Mario-ra.
- Bullet Bill: Élő rakéta, amelyet a Koopa Kastély ágyúiból lőnek ki.
- Lakitu: Egy apró felhőben ülő lény, ami Spiny-ket dobál ránk. Hasonlít a Koopa Troopa-hoz, tűzgolyóval, illetve egy megfelelően magasról történő ugrással elpusztítható.
- Spiny: A pályákon önmagában is előfordul, de a Lakitu-k dobálják ezeket. Amíg levegőben van, gömbölyű, majd földre érkezve lábaira áll és mászkálni kezd. Tűzgolyóval elpusztítható, ha a játékos ráugrik, Mario-t megsebezi.
- Podoboo: Csak a kastélyokban fordul elő, általában a lávás árkokból felugrik, aztán lezuhan, ha Mario hozzáér, megsebzi. Tűzgolyóval sem lehet legyőzni.
- Firebar: A kastélyokban egy kőhöz kötve forog, nem lehet elpusztítani, mivel tűz.
- Fireball: Bowser okádja ezeket, ez sem elpusztítható, mivel tűz. Akkor is előfordulhat, hogyha nincs Bowser a képernyőn, de csak akkor ha Bowser várában már legalább a pálya 3/4 részénél tartunk.

## Zene
A Super Mario Bros. zenéje az egyik legismertebb zene a videójátékok történetében. A játék során hatféle háttérzene hangzik fel a pályákon: a „felszíni”, a „föld alatti”, a „víz alatti”, a „vár” téma és a „csillag”, illetve „kúszónövényes”. Zeneszerzője a japán Kondo Kódzsi.

## Hatása, folytatások
Bár Mario már korábban is szerepelt a Donkey Kong, Donkey Kong Jr., és Mario Bros. című játékokban, a Super Mario Bros. tette őt nagyon közismert figurává, és a Nintendo egyik emblémájává. A játéknak számos folytatása készült: NES konzolra a Super Mario Bros. 2, amely a Doki Doki Panic című játék újrafeldolgozása (Japánban egy, az első részre nagyon hasonlító játékot adtak ki helyette, amit Amerikában nem ismertek el egy igazi Super Mario Bros. folytatásnak), így a játékmenete erősen eltér az első résztől. Harmadiknak kiadták a térképpel is rendelkező Super Mario Bros. 3-mat, amely már jobban hasonlított az első részre. Később ezeket a játékokat újított grafikával kiadták a 16 bites SNES konzolra, Super Mario All-Stars néven.
Egyéb, ismertebb játékok: SNES konzolra jelent meg a Super Mario World, illetve a Super Mario World 2: Yoshi's Island, Game Boy-ra a Super Mario Land és ennek folytatásai, Nintendo 64-re a Super Mario 64, GameCube-ra a Super Mario Sunshine, Wii-re a Super Mario Galaxy és a New Super Mario Bros. Wii , Nintendo DS-re a Super Mario 64 DS, illetve a New Super Mario Bros.. Game Boy Advance-re a Super Mario Advance sorozat, mely a klasszikus játékok hordozható változatai. Emellett a hagyományos, mászkálós játékokon kívül Mario más műfajokba is betette a lábát: a Mario Kart sorozat tagjai például autóversenyzős játékok, de vannak szerepjátékai is, melyek közül az egyik leghíresebb a Paper Mario, Nintendo 64-re, valamint ennek egyik folytatása, a Wii-re megjelent Super Paper Mario. Ezek mellett rengeteg sportjáték jelent meg, főleg GameCube-ra és Wii-re, például foci, tenisz, baseball és kosárlabda.
Tengernyi fangame-et készítettek a játék rajongói PC-re.
Ilyen például a Mario Forever, ami egy ismert változat ezek közül. Egy másik példa a Super Mario Pandemonium, ami a Paper Mario grafikai elemeit használja fel.
Több Flash programozót is megragadtak a Super Mario játékok és azóta számtalan ilyen játék készült, például a Mario Forever Flash, ami a Mario Forever interneten játszható változata, vagy a Super Mario World Flash, ami egy Super Mario World feldolgozás. Ezek mellett a Super Mario 63 szintén egy ilyen játék, ez Super Mario 64 feldolgozás, ehhez hasonló a Super Mario Sunshine 64, ami a Super Mario 64 és a Super Mario Sunshine játékok keveréke.

## Játékhibák
Ebben a játékban több hiba is felfedezhető, igaz többségük elég nehezen. A játék európai verziójában számos hibák javítva lettek.

### A mínusz világ
Technikailag a játék "36. szintje", melynek magyarázata az, hogy a hexadecimális 24 az 36-al egyenlő. Ez pedig egy üres helyet indikál.
Amikor Mario az 1. világ 2. pályáján a végén az oldalsó cső helyett a pálya tetején továbbmegy, a teleport zónába kerül, ahol kiválaszthatja, hogy melyik világba jusson. Amennyiben ide nem a megfelelő úton jut el, hanem egy hiba segítségével átsuhan a falakban és a játék nem írta ki a "Welcome to warp zone!" feliratot, ez esetben a két szélső cső az ún. mínusz világba viszi el a játékost. A mínusz világ tulajdonképpen a 2. világ 2. pályája végtelenítve, ugyanis mikor Mario kijutja a felszínre, ehelyett a pálya elején találja magát. A hibát a játék újraindításával lehet megoldani. Viszont ez a FamiCom-on teljesen másképp néz ki. Ott egy teljesen összeroncsolt világ van. Hasonlít az 1-3 pályára, viszont a talaj rózsaszín és Peach-csel is találkozhatunk a szakadékok szélén. Megjelenhet még hibásan Bowser, meg Hammer Bro is.

### Elinduló zene a cél után
Ha Mario egy csillag hatása alatt érkezik be a zászlórúdra, abban az esetben a "csillagzene" elhalkul. Viszont amint letelik a csillag hatása, elindul az eredeti háttérzene.